# Гасанов, Саид Мусаевич
Саид Мусаевич Гасанов (1 января 1930, в с. Урахи, ДАССР, РСФСР, СССР — 3 ноября 2015 Махачкала, РД, РФ) — советский и российский историк, доктор исторических наук, профессор. Заслуженный работник высшей школы Российской Федерации, Заслуженный деятель науки Республики Дагестан. Ветеран Великой Отечественной войны, труженик тыла.

## Биография
Родился в 1930 году в селе Урахи Дагестанской АССР. Он рано потерял отца и далее на его ношу выпала ответственность за свою семью, мать и сестёр. Окончил Урахинскую среднюю школу, далее с отличием исторический факультет ДГПИ. Во время ВОВ трудился рабочим в Совхозе им Гамида Далгата в с. Урахи. Ветеран тыла.
Трудовую деятельность начал в 1951 году – директором Кубачинской средней школы. Проработал в школе больше 5 лет после чего поступил в аспирантуру Ленинградский государственный педагогический институт им. А.И. Герцена. В 1959 году защитил кандидатскую диссертацию.
Первая научная тема, разрабатываемая С. М. Гасановым в Институте, — это история становления партии. Позднее стал работать в Дагестанском государственном медицинском институте.
С 1957 по 1960 г.г - секретарь комитета ВЛКСМ, с 1965 по 1969 г.г – секретарь партийного комитета ДГМИ, с 1965 по 2002 г.г одновременно заведующий кафедрой истории КПСС и политэкономии, далее был профессором кафедры общественных наук ДГМИ. В 1972 г. – защитил диссертацию на соискание ученой степени доктора исторических наук.
Целая серия работ С. М. Гасанова посвящена исследованию наиболее актуальных проблем развития дагестанского общества в новое и новейшее время. Творческой и культурной созидательности народов республики и освещение трудовой деятельности и жизненного пути, становления личности выдающихся дагестанских деятелей культуры, политиков и государственных деятелей.
Вершиной научной деятельности С. М. Гасанова по изучению политэкономии КПСС – цикл научных работ и 6 монографий в общей сложности более 300 листов.
Участвовал в работе различного уровня научных конференций и сессий, проводимых в различных городах страны и в странах СНГ, где выступал по различным вопросам по истории КПСС.
Под его руководством защитили кандидатские диссертации 11 аспирантов, он был научным руководителем 4 докторантов.
Был женат. Первый  брак, жена - Гасанова Людмила Ильинична.  Второй брак, жена - Гамидова Патимат Гамидовна – кандидат физико-математических наук, была доцентом кафедры ДГПИ. Ныне на пенсии.
Скончался 3 ноября 2015 года в возрасте 85 лет. Похоронен в г. Махачкала.

## Награды и звания
- Заслуженный деятель науки Республики Дагестан.
- Заслуженный работник высшей школы Российской Федерации
- Медаль «Ветеран труда».
- Медаль За трудовую доблесть.
- Почётная Грамота Президиума Верховного Совета ДАССР.